# Adam Kowalik (pallotyn)
Adam Kowalik (ur. 24 grudnia 1961 w Miedźnie koło Częstochowy) – polski ksiądz, doktor prawa rodzinnego międzynarodowego.

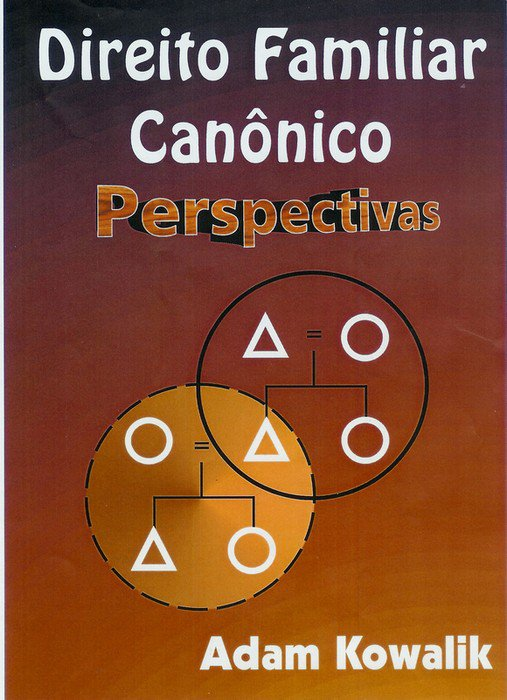
Direito Canonico Familiar – Perspectivas

## Życiorys
- W latach 1981–1983 Studiował filozofię w Krakowie i w latach 1984–1988 studiował teologię w Ołtarzewie koło Warszawy.
- Święcenia kapłańskie otrzymał z rąk kard. Józefa Glempa dnia 6 maja 1989 w Wyższym Seminarium Duchownym Księży Pallotynów w Ołtarzewie.
- Od lipca 1990 do września 2008 roku pracował na misjach w Brazylii, pełnił tam od 1 stycznia 1991 do 30 grudnia 1992 funkcję pierwszego rektora Wyższego Seminarium Księży Pallotynów w Rio de Janeiro.
- W roku 1993 ukończył licencjat z prawa kanonicznego w Wyższym Papieskim Instytucie Prawa Kanonicznego w Rio de Janeiro.
- W roku 1996 studiował Prawoznawstwo na Uniwersytecie Gregoriańskim w Rzymie gdzie obronił 25 listopada 1997 pracę doktorską na Papieskim Uniwersytecie Świętego Krzyża w Rzymie, zatytułowaną: „Geneza Rodziny w doktrynie Kościoła i w Prawie Międzynarodowym”.
- W latach 1999–2001 pełnił funkcję Obrońcy Węzła Małżeńskiego i Promotora Sprawiedliwości w Trybunale Kościelnym w Rio de Janeiro.
- W latach 1998–2008 wykonywał pracę pastoralną w charakterze proboszcza i pracę charytatywną w dzielnicach biedoty (Complexo da Maré – Parafia Matki Boskiej Żeglarzy i Furnas – Parafia Matki Boskiej Fatimskiej) w Rio de Janeiro. W roku 2008 pełnił funkcję kapelana „Irmandade N.S. Mãe dos Homens”, kościoła, położonego w centrum Rio de Janeiro.
- W latach 2001–2008 pełnił funkcję sędziego w Trybunale Kościelnym w Archidiecezji Rio de Janeiro[1].
- W latach 1999–2008 pracował jako wykładowca prawa małżeńskiego i prawa rodzinnego w Wyższym Papieskim Instytucie Prawa Kanonicznego w Rio de Janeiro[2].
- Wykładowca prawa kanonicznego w Wyższym Seminarium Duchownym w Rio de Janeiro (2000–2008), w Instytucie Nauk Religijnych też w Rio (2003–2008) oraz Wyższym Seminarium Duchownym w Niterói (2004–2008).
- Od roku 2005 jest członkiem Konsorcjum Ameryki Łacińskiej do spraw Wolności Religijnej(CLLR)[3].
- Od roku 2007 jest członkiem kolegium redakcyjnego następujących czasopism: Revista Brasileira de Direito Canônico[4] i Revista Panóptica[5]
- 2007–2008 Sędzia w Trybunale Kościelnym w Archidiecezji Niterói[6].
- 2008–2011 Wiceoficjał w Trybunale Kościelnym Diecezji Lugano.
- 2008–2016 Proboszcz Parafii Vernate, Neggio i Cimo – Iseo w kantonie Ticino – Szwajcaria.
- od 2008 – Członek Międzynarodowego Konsorcjum Prawa i Wolności Religijnej (ICLARS)[7].
- od 2011 – Sędzia Trybunału Apelacyjnego we Fryburgu, Szwajcaria.
- 2016–2018 Proboszcz Parafii Arbedo w Szwajcarii.
- 2017 – Założyciel i prezydent Stowarzyszenia Szwajcaria–Sudan Południowy (ASSS)[8].
- 2018 – Proboszcz Parafii Castagnola w Szwajcarii.
- od 2018 – Wykładowca prawa kanonicznego na Fakultecie Teologia w Lugano.

## Nagrody
- W dniu 29 listopada 2004 roku otrzymał dyplom „Moção” od Rady Miasta Rio de Janeiro za pracę charytatywną, jaką wykonywał w dzielnicach biedoty (favelas – Complexo da Maré) w latach 1998–2004
- 10 lipca 2006 otrzymał tytuł „Companheiro Paul Harris” przyznany przez Fundację Rotary International, za prace wykonywane na rzecz pokoju i budowania demokracji poprzez obronę praw człowieka na całym świecie.

## Kierunki badań
- prawo małżeńskie
- prawo kanoniczne
- prawo rodzinne międzynarodowe
- relacje: Kościół – Państwo
- wolność religijna

## Publikacje

### Książki
- „Direito Canônico Familiar – Perspectivas” (2003) ISBN 85-89174-13-1
- „A noção de família no recente ordenamento da Igreja e no Direito Internacional” (2004) ISBN 85-89174-19-0

### Artykuły
- „A História da noção do matrimônio” w: Direito&Pastoral, 29 (1994), ss. 51–54 ISSN 1981-7096
- „A noção de Família no ordenamento da Igreja”, w: Direito&Pastoral, 39 (2000), ss. 65–72 ISSN 1981-7096
- „A noção de Família nas declarações e normas internacionais”, w: Direito&Pastoral, 44 (2002), ss. 7–28 ISSN 1981-7096
- „Cristianismo no Novo Milenio”, Rio de Janeiro 16.04.2004[9].
- „Principios de relações entre a autoridade civil e eclesiastica. Relações Estado-Igreja em particular na legislação brasileira”, w: V Coloquio del Consorccio Latinoamericano de Libertad Religiosa – 17–19.10.2005, Ed. Imagen y Arte Gráfica S.A. de C.V., México D.F. 2006, ss. 253–268.
- „Limites ao exercício da liberdade religiosa nos meios de comunicação no Brasil”, Rio de Janeiro 2006 (Mídia e Religiões – visão jurídica, VI Colóquio do Consórcio Latino-Americano da Liberdade Religiosa, Rio de Janeiro, 27–29.09.2006)[10].
- „A Liberdade Religiosa na Legislação no Brasil – em particular o Ensino Religioso nas Escolas Públicas”, (The 1981 U.N. Declaration on Religious Tolerance and Non-Discrimination: Implementing Its Principles After Twenty-five Years, A Symposium Held at Brigham Young University, Provo, Utah, 1–3.10.2006).
- „A liberdade religiosa no novo milênio”, Rio de Janeiro 2006[11].
- „Matrimônio e família no direito canônico”, Jus Navigandi, Teresina, ano 11, n. 1375, 7 abr. 2007. ISSN 1518-4862[12]
- „Efeito civil do casamento religioso no Brasil ontem e hoje”. In: Âmbito Jurídico, Rio Grande, 41, 31/05/2007. ISSN 1518-0360[13]
- „Noções de Direito familiar”. In: Panóptica, Vitória, ano 1, n. 9, jul. – ago. 2007. ISSN 1980-7775[14]
- „Karnawał w Rio de Janeiro – refleksje”, In: Kościół 2008[15]

### Tłumaczenia
- Joan Carreras – Las bodas: sexo, fiesta y derecho – 2004 (z hiszpańskiego na portugalski) ISBN 85-15-02903-0
- Libero Gerosa – L´interpretazione della legge nella Chiesa. Principi, paradigmi, prospettive – 2004 (z włoskiego na portugalski) ISBN 85-15-03149-3
- Karol Wojtyła – Rodzina jako „communio personarum” (z polskiego na portugalski) ISSN 0101-7942
- Javier Hervada – II The natural right in the praxis of canonistas[16] ISSN 1980-7775

Autor wielu artykułów poświęconych tematowi wolności religijnej oraz prawu małżeńskiemu i rodzinnemu.